# Fluch der Karibik (Computerspiel)
Fluch der Karibik ist ein von Akella entwickeltes Action-Rollenspiel, das im August 2003 für Windows-PCs und kurz darauf für die Xbox durch Bethesda Softworks und Ubisoft veröffentlicht wurde. Eine Version für Mobiltelefone erfolgte im Juli 2003.

## Handlung
Nathaniel Hawk, der Spielercharakter, landet mit seinem Schiff um das Jahr 1630 im Hafen von Oxbay, der Name der Stadt und der Insel. Sein Schiff hat durch einen Sturm schwere Schäden erlitten. Oxbay ist eine typisch englische Karibik-Kolonie, geschäftig, florierend und friedlich. Bis ein Geschwader unter französischer Flagge wie aus dem Nichts auftauchte. Die Franzosen überraschten die Besatzung des Forts im Schlaf. In weniger als einer halben Stunde war Oxbay in französischer Hand. Hawk schafft es mit seinem Schiff zu fliehen. Er reist daraufhin nach Redmond zum Sitz des englischen Gouverneurs Silehard. Silehard akquiriert daraufhin Hawks Schiff und man arbeitet daraufhin für Silehard. Durch einige Aufgaben, die Silehard Hawk überträgt, gelingt die Rückeroberung Oxbays.
Bei diesen Aufgaben trifft Hawk Daniele Green, eine alte Rivalin, und sie arbeiten fortan zusammen. Sie erfahren, dass Silehard hinter einem alten Schatz her ist und bereits versucht hat Green zu töten. Green hat Steintafeln in einem Bergwerk bei Oxbay gefunden, die die Lage des Schatzes und Hinweise auf Fallen enthalten. Um sie zu entziffern müssen sie einen alten Erfinder aus dem Gefängnis von Greenford auf Oxbay befreien. Kurzerhand entschließen sich die beiden, die gesamte Stadt Greenford einzunehmen. Von der Seeseite durch Kanonenkugeln und an Land durch einen Landungstrupp. Sie erobern die Stadt und befreien den Erfinder. Silehard hat von dem Angriff erfahren und schickt eine Flotte von Kriegsschiffen nach Greenford, die von Hawk und Daniele versenkt werden. Der Name der Insel, auf der sich der Schatz befindet, lautet Khael Roa. Hawk und Green segeln zur Insel, wo bereits Silehard mit einer Flotte wartet. Sie wird von Hawk versenkt.
Auf der Insel finden sie den Tempel, der den Schatz beherbergen soll. Sie finden ein kleines rundes Artefakt, eine Art Murmel, welches Green an sich nimmt. Daraufhin stürzt der Tempel ein und die Black Pearl taucht vor der Insel auf. Sie ist, wie im Film Fluch der Karibik, mit verfluchten Menschen bemannt. Im normalen Sonnenlicht sehen sie wie normale Menschen aus doch im Mondschein werden sie zu Skeletten. Hawk und die Pearl liefern sich eine Seeschlacht. Sobald die Pearl auf die Hälfte ihrer Gesundheit gefallen ist, aktiviert Green das Artefakt. Die Pearl explodiert und sinkt auf den Meeresgrund. Die Crew der Pearl ist allerdings nicht tot. Sie wandelt auf dem Meeresgrund herum. Hawk und Green segeln daraufhin, nichts ahnend, umarmend davon.

## Spielprinzip

### Allgemein
An Land steuert man seinen Charakter ausschließlich in der Third-Person-Perspektive. Auf See steuert man nur sein Schiff entweder ebenfalls in einer Art Third-Person-Perspektive oder man wechselt auf das Deck des Schiffes und feuert seine Salven manuell ab.
Dem Spieler stehen neben der Questerfüllung mehrere Tätigkeiten zur Verfügung, seine Erfahrung und seinen Goldstand zu erhöhen. Ladenbesitzer bieten dem Spieler, je nach Größe des eigenen Schiffs bzw. der Flotte, Aufträge an, Waren von einer Insel zur nächsten zu transportieren. Über das Handelsbuch kann der Spieler jedoch auch sehen, welche Waren auf einer Insel gefragt sind und welche exportiert bzw. geschmuggelt werden. Der Spieler kann die Waren, die offiziell gehandelt werden, von einer anderen Insel beschaffen und auf der benötigten Insel an den Ladenbesitzer zu einem Festpreis verkaufen. Der Schmuggel erfolgt ähnlich. Hier muss der Spieler die Waren besorgen, die fest vorgegeben sind, die der Schmuggel haben möchte. Man trifft sich dann meist an einem abgelegenen Stand und verkauft die Waren an ihn. Ist das Talent Glückswert niedrig, können Soldaten an Land auftauchen. Diese wollen die Schmuggler und den Spielercharakter töten. Auf See warten ebenfalls Schiffe, deren Zahl und Größe variieren. In Tavernen ist es möglich, nach Schiffskapitänen zu fragen, die Geleitschutz zu einer anderen Insel benötigen. Der Erfahrungsgewinn und die Goldausbeute sind jedoch weit unter dem Wert, den die oberen Möglichkeiten bieten. Jedoch erhöht sich dabei der Ruf des Charakters.
Das Spiel besitzt ein Gut-und-Böse-System, den sogenannten Ruf in der Bevölkerung. Dieser kann etwa durch Geleitschutz von Schiffen, positive Questerfüllung oder durch eine Goldspende an die Kirche gesteigert werden. Einen schlechten Ruf erhält man, wenn man etwa das zu schützende Schiff, dem man Geleitschutz geben sollte, angreift oder die Bevölkerung der Städte an Land tötet. Bestimmte Quests lassen sich nur mit einem guten oder schlechten Ruf überhaupt erst starten.
Die Reise zwischen den Inseln erfolgt auf einer Übersichtskarte. Auf ihr kreuzen freundlich und feindlich gesinnte Schiffe die Route des Spielers. Beide Parteien haben die Möglichkeit, eine Seeschlacht zu starten. Auf der Übersichtskarte tauchen Sturmfelder auf. Weicht der Spieler diesen nicht aus, so gerät er in den Sturm und seine Flotte nimmt schweren Schaden bis hin zum Verlust von ganzen Schiffen.

### Charaktertalente und Offiziere
Dem Spieler stehen zehn verschiedene Talente zur Verfügung. Jedes Talent wiederum kann auf die Maximalstufe zehn gebracht werden.
- Führerschaft: Gibt an wie viel Heuer man seiner Mannschaft bezahlen muss. Je höher die Führerschaft ist desto bessere Offiziere kann man anwerben.
- Nahkampf: Je höher das Talent desto mehr Schaden richtet man im Nahkampf an.
- Segeln: Bessere Manövrierfähigkeit und höheres Schiffstempo
- Präzision: Steigert die Treffsicherheit der Kanonen
- Kanonen: Kürzere Nachladezeiten der Kanonen
- Entern: Erhöht die Enterreichweite
- Reparatur: Bestimmt, wie viel man selbst am Schiff reparieren kann, ohne eine Werft aufzusuchen.
- Handel: Senkt die Preise beim Einkauf von Waren und erhöht den Verkaufswert eigener Waren.
- Verteidigung: Bestimmt wie viele Besatzungsmitglieder durch feindliches Kanonenfeuer getötet werden
- Glück: Glücksspiel und Schmuggel von Waren

Neben Talenten stehen dem Spieler auch Fähigkeiten zur Verfügung. Etwa weniger Schaden zu erleiden oder höheren anzurichten, an Land wie zu Wasser.
In Tavernen kann man Offiziere gegen Bezahlung rekrutieren. Diese haben unterschiedliche Talentzusammenstellungen je nach Art des Offiziers etwa hat ein Kanonier bessere Talentwerte in Präzision als in Handel. Die Talente und Fähigkeiten ergänzen den Hauptcharakter so können Talente höher als die Maximalstufe 10 gebracht werden.
Offiziere benötigt man ebenfalls um eine Flotte aufzustellen. Die Höchstzahl der Schiffe der eigenen Flotte beträgt vier Stück, inklusive des eigenen. Diese Offiziere werden dann zu Kapitänen befördert und man kann sie nicht mehr an Land mitnehmen. Jedes Schiff kann maximal vier Offiziere beherbergen. Da die Offiziere ihre Talente verschieden hoch verteilt haben, wird der Höchstwert eines Talentes von allen Offizieren ermittelt. Das bedeutet wenn etwa der Kapitän das Talent Segeln auf Stufe Vier hat einer seiner Offiziere jedoch das Talent auf Stufe Acht hat so wird das Talent des Kapitäns auf Acht hochgestuft.
Im Verlauf der Geschichte trifft der Spielercharakter auf besondere Offiziere. Diese sind etwa in Quests involviert. Sie haben vor allem zu Spielbeginn höhere Talentwerte als Offiziere, die käuflich zu erwerben sind. Trifft der Spieler die Entscheidung, sie in seine Crew aufzunehmen, können sie nicht mehr, anders als normale Offiziere, gefeuert werden.

### Seeschlachten
Insgesamt können in einer Schlacht bis zu zwölf Schiffe aufeinander treffen. Das Schiff des Spielercharakters steuert man aus der Third-Person Ansicht selbständig. Der eigenen Flotte können nur Befehle erteilt werden etwa ein bestimmtes Schiff anzugreifen oder sich aus der Schlacht zurückzuziehen. Den Schiffen stehen verschiedene Munitionstypen zur Verfügung. Normale Kanonenkugeln, Kartätschen Kugeln, Kettenkugeln und Bombenkugeln. Jede Munitionsart hat verschiedene Auswirkungen auf das feindliche Schiff. Kettenkugeln zerfetzen etwa besonders die Segel während Bombenkugeln besonders den Rumpf beschädigen.
Ist man nahe genug an einem Feindlichen Schiff kann es geentert werden. Das Spiel wechselt dazu auf die Decks der Schiffe. Falls man Offiziere angeheuert hat kämpfen sie mit dem Spielercharakter zusammen gegen eine Handvoll gegnerische Soldaten. Falls nicht nur normale Matrosen. Je weniger Matrosen das feindliche Schiff hat desto weniger Matrosen stellen sich dem Spieler auf dem Deck entgegen. Hat das Feindliche Schiff noch besonders viele Matrosen so können sich die Kämpfe über mehrere Decks des Schiffes erstrecken. Je mehr eigene Matrosen man hat desto mehr Matrosen stehen einem beim Entern zur Seite und desto höher ist deren Gesundheit.
Sind alle gegnerische Matrosen auf den Decks getötet worden so ist es möglich die Ladung des Schiffes zu plündern, dem Schiff einen Offizier zuzuweisen und ihn seine Flotte zu übernehmen falls noch Platz ist, oder das Schiff mit seinem eigenen zu Tauschen, wobei das eigene Schiff dann versenkt wird. Das Entern eines Schiffes bringt mehr Erfahrungspunkte als das Versenken ist jedoch gefährlicher.

### Landkämpfe
Dem Spieler und den Offizieren stehen an Land verschiedene Säbel und Pistolen zur Verfügung. Den Offizieren kann etwa eine ganz bestimmte Pistole gekauft und zugewiesen werden. Die Kämpfe gestalten sich an Land meist gleich. Ein Blocksystem verhindert, dass der Charakter größeren Schaden erleidet, es sei denn, dass er im Rücken angegriffen wird. Während der Hiebe des Gegners sind Hiebe des Spielercharakters möglich, die den Gegner kurzzeitig außer Gefecht setzten und in dieser Phase besonders viel Schaden zufügen. Durch Heiltränke kann während eines Kampfes Gesundheit regeneriert werden.

## Spielwelt
Die Flora ist der Karibik nachempfunden, jedoch gibt es kaum Fauna. Man spielt zwar in der Karibik, jedoch ist keine Insel real existent. Es existieren insgesamt 8 Inseln mit jeweiligen Städten, die gleichnamig sind:
- Conceicao
- Isla Muelle
- Falaise de Fleur
- Douwesen
- Redmond
- Oxbay (Die Städte Oxbay und Greenford)
- Quebrados Costillas
- Khael Roa (nur am Ende des Spiels ansteuerbar)

Die Inseln, außer Khael Roa, stehen unter der Kontrolle eines Gouverneurs oder Piratenoberhaupts. Der Gouverneur der Insel gehört jeweils einer damaligen Kolonialmacht an: England, Frankreich, Holland, Spanien oder Portugal. Die Kolonien befinden sich teilweise untereinander im Krieg. Die Städte besitzen alle die gleiche Infrastruktur: Eine Taverne, eine Schiffswerft, einen Laden, und einen Sitz des Gouverneurs. In den Städten sind die Häuser teilweise betretbar und darin befinden sich meist kleinere Gegenstände wie etwa Heiltränke, die der Spielercharakter an sich nehmen kann.
Das Umland der Städte ist ebenfalls betretbar. Dort befinden sich meist Höhlen oder Questorte. Tagsüber können sich auf den Wegen Banditen befinden, die den Spieler ausrauben möchten. Er kann sie töten oder ihnen sein gesamtes Gold überlassen. Nachts können noch Skelettkrieger hinzukommen. Diese haben nur die Absicht, den Spielercharakter zu töten.

## Entwicklungsdetails
Erstmals angekündigt wurde das Spiel im März 2003. Ursprünglich hieß das Spiel Sea Dogs 2 und war als Nachfolger des von Akella entwickelten Spiels Sea Dogs geplant. Das komplette Spiel war bereits fast fertig und Disney und Bethesda einigten sich darüber, dass das Spiel mit der passenden Lizenz unter dem Namen Fluch der Karibik veröffentlicht werden sollte. Letztlich erschien es für Windows am 28. August 2003 und für die Xbox am 5. September 2003 für die Xbox im deutschsprachigen Raum während es in Nordamerika bereits im Juli 2003 veröffentlicht wurde.
Keira Knightley, die in Fluch der Karibik den Charakter Elizabeth Swann verkörpert, lieh in der englischen Fassung der Erzählerin ihre Stimme.
Für Mobiltelefone wurde am 25. Juli 2003 eine Version des Spiels veröffentlicht. Es wurde von Flying Tiger Development entwickelt und von Disney Interactive gepublished.

### Bezug zum Film
Das Spiel weist Ähnlichkeiten mit dem Film auf. So wird die Black Pearl ebenfalls von Skeletten gesteuert, die bei Tag wie normale Menschen aussehen bei Mondschein jedoch zu Skeletten werden. Sie sind durch Schwerthiebe, wie im Film, nicht zu töten. Das Suchen von Münzen, die ihnen dieses Schicksal eingebracht haben, treibt die Crew im Spiel wie im Film ebenfalls an. Das Schiff wird am Ende des Spiels versenkt. Die Crew ist jedoch nicht tot, sondern wandelt am Meeresgrund umher, wie es die Crew im Film kann. Im zweiten Teil der Fluch-der-Karibik-Reihe sagt der Charakter Davy Jones, dass er die Black Pearl vom Meeresgrund geholt habe.
In den Spieldateien ist der Kapitän der Black Pearl mit Hector Barbossa angegeben. Ebenso ist der Charakter Will Turner in den Dateien vorhanden. Beide Charaktere können jedoch 1630, dem Jahr des Spielbeginns, nicht gelebt haben, da die Filmreihe etwa 100 Jahre später spielt.

## Rezeption

### Rezensionen
Das Spiel erhielt gemischte Wertungen (Metacritic: 64 % (Win), GameRankings: 66,63 % / 68,99 %).
Die Fachzeitschrift GameStar meint, dass die Spielwelt sowohl auf dem Meer als auch auf Land unwiderstehlichen Charme versprühe. Ebenso mache der Segelmodus optisch sowie auch spielerisch einiges her. Bemängelt wurde etwa, dass die normalen Bürger nach Gerüchten gefragt stets dasselbe sagen würden. Insgesamt meint GameStar aber, wer das Spiel durchhält, werde reich belohnt.
Die PC Games meint für damalige Verhältnisse, dass kein anderes Spiel derart eindrucksvolle Schiffe, so wunderschönes Wasser und so realistische Wettereffekte liefern könnte. Bemängelt wurde die Intelligenz der Computerkapitäne.
Die Seite 4Players meint, dass die Seegefechte teils spektakulär seien. Auch der Tages- und Wetterwechsel seien sehr schön anzusehen und dynamisch. Bemängelt wurde etwa, dass Speicherstände zu verschwinden scheinen.
Das Portal Looki lobte die besonders lebendige Spielwelt wenn etwa auf Schiffen die Matrosen hin und her rennen oder die Takelage besteigen, nachts umkreisen etwa Fliegen irgendwelche Lichtquellen wie beispielsweise Fackeln. Bemängelt wurde etwa die Steuerung, die grausam sein soll.
Die Seite Spieletipps meint, dass hier gerade nicht, wie sonst üblich, die Lizenz-Kuh gemolken wurde. Durch die Grafik und Stimmung lasse sich über die kleinen Widrigkeiten, wie die Steuerung, hinwegsehen.

### Modifikationen
Für das Spiel erschienen zahlreiche Modifikationen. Eine der umfangreichsten ist die Build 13 Mod. Sie führt unter anderem eine neue Spielwelt und neue Quests ein.